# Drobeta phaeobasis
Drobeta phaeobasis är en fjärilsart som beskrevs av George Francis Hampson 1910. Drobeta phaeobasis ingår i släktet Drobeta och familjen nattflyn. Inga underarter finns listade i Catalogue of Life.